# Unterwiesenthal
Unterwiesenthal je místní částí obce Oberwiesenthal. Unterwiesenthal se nachází v údolí říčky Polava v saské
části Krušných hor nedaleko česko-německých hranic. Ke sloučení s obcí Oberwiesenthal došlo k 1.
září 1921. Obcí prochází úzkokolejná železnice Schmalspurbahn Cranzahl – Kurort Oberwiesenthal.
Obcí prochází silnice 95.

## Historie
Místo je poprvé zmiňováno v roce 1406 jako Wizinthal a je zmiňováno v dokumentu o zastavení
majetků pánů z Hartensteinu pánům z Schönburgu. V roce 1525 v okolí dnešního
Unterwiesenthalu bylo nalezeno stříbro a bylo založeno město Oberwiesenthal. Osada Unterwisenthal
získala městská práva v roce 1588.
V roce 1902 probíhají první rozhovory o spojení obcí Oberwiesenthal a Unterwiesenthal.
V roce 1953 se nachází v okrese Karl-Marx-Stadt, Od roku 1990 se nachází v okrese Annaberg a od
roku 2008 se nachází v okrese Krušné hory. V roce 1995 byl otevřen hraniční přechod.

## Osobnosti
- Guido Breitfeld (1831–1894), saský poslanec zemského sněmu
- Fritz Fischer (1911–1968), kreslíř a ilustrátor knih